# ペイレ・ヴィダル

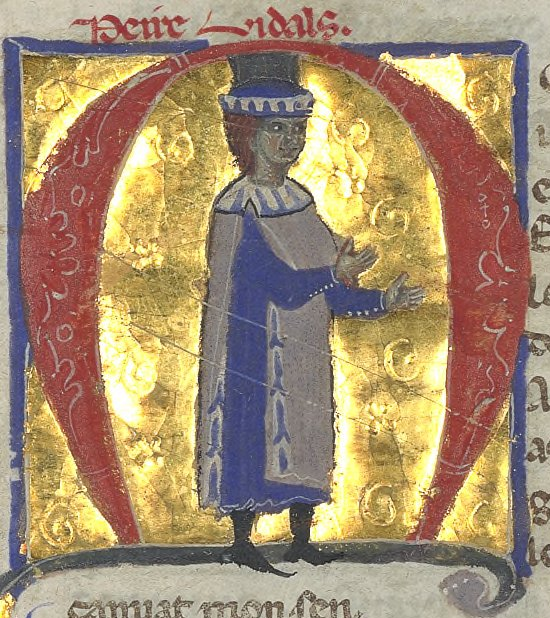
ペイレ・ヴィダル

ペイレ・ヴィダル（Peire Vidal, 1180年? - 1206年?）は、フランス・トゥールーズ地方の吟遊詩人。

## 経歴
毛皮商人の息子として生まれた。ペイレはトゥールーズ伯レーモン5世の宮廷で吟遊詩人としてのキャリアをスタートさせ、ついでマルセイユ子爵バラル、アラゴン王アルフォンソ2世、モンフェッラート侯ボニファーチョ1世、イングランド王リチャード1世（リチャード獅子心王）などをパトロンとした。彼は南フランス、イタリア、キプロス、ハンガリー、スペイン、マルタなどを旅した。
彼は少し変わった性格の持ち主だったようだが、同時に高い精神性を持った魅力的な男性で、ゴシップもあったようである。彼の詩はロマンスにあふれ、強い感受性とシンプルな構成となっている。彼の作った詩のうち45個は現存しており、そのうち12の詩はメロディーも伝承されている。